# Ophioderma panamensis
Ophioderma panamensis är en ormstjärneart som beskrevs av Christian Frederik Lütken 1859. Ophioderma panamensis ingår i släktet Ophioderma och familjen Ophiodermatidae. Inga underarter finns listade i Catalogue of Life.